# Yikezhaogia
Yikezhaogia — вимерлий рід тероцефалових терапсид з раннього тріасу Монголії. Він відомий з одного фрагмента черепа та пов'язаних посткраніальних кісток, що представляють вид Yikezhaogia megafenestrala. Його можна ідентифікувати як тероцефала за його тонкою заочноямковою перегородкою позаду очниці, подовженою скроневою частиною позаду перегородки та тонкою нижньою щелепою з низьким вінцевим відростком. Великі зубні ямки на верхній щелепі вказують на те, що Їкежаогія мав великі іклоподібні зуби. Зуби нижньої щелепи тупокінцеві й циліндричної форми. Хоча його точне місце серед тероцефалів невідоме, Yikezhaogia, ймовірно, є базальним членом групи Baurioidea.